# Llullaillaco
De Llullaillaco is een stratovulkaan op de grens van Argentinië (provincie Salta) en Chili. Hij ligt in het gebied Puna de Atacama, een bergplateau in de Atacama-woestijn en tevens in het gelijknamige nationale park. De vulkaan is 6.739 meter hoog.
Deze vulkaan is de op een na grootste actieve vulkaan ter wereld (na de Ojos del Salado). Het is ook de op vier na hoogste berg van heel Zuid-Amerika.
Het is bekend dat de Llullaillaca al werd beklommen door de Inca's, dus al voor het jaar 1500.
De naam van de vulkaan komt van de Aymara-taal, waarin llulla vies betekent en yacu water. Samen betekent de berg dus vies water. Er wordt ook gespeculeerd dat de naam uit het Quechua komt.